# Fonds de dotation en droit français
 (janvier 2024).
 (janvier 2024).
En France, un fonds de dotation est un organisme de mécénat et de philanthropie destiné à réaliser, ou à aider un autre organisme à but non lucratif à réaliser une œuvre ou une mission d'intérêt général.
Forme juridique issue de la loi de modernisation de l’économie (loi no 2008-776 du 4 août 2008), elle est conçue avec la vocation de concilier la popularité des associations à but non lucratif et le prestige des fondations.
Apparentés aux endowment funds (en) anglo-saxons, les fonds de dotation sont créés par simple déclaration et dépôt des statuts à la préfecture, la dotation initiale étant fixée à 15 000 € minimum.
Le nombre de fondations et de fonds de dotation a grandi de 5 % en 2023, atteignant 5 647 structures actives ; et ce sont les fonds de dotation qui progressent le plus : 2 665 ce ces fonds étaient actifs en 2023 (soit près de la moitié du total des fonds et fondations), dont 500 ont été créés entre 2022 et 2023. Selon le Centre français des fonds et fondations (CFF), « né d'un besoin de simplification, le fonds de dotation est apprécié pour sa rapidité de création ».

## Présentation
La souplesse de constitution et de fonctionnement reconnue à la forme associative est cumulée avec la grande capacité juridique et financière caractérisant les fondations et associations reconnues d’utilité publique (RUP).
Le Sénat, lors de la discussion sur la loi de modernisation de l’économie (loi no 2008-776 du 4 août 2008), a justifié la création du Fonds de dotation dans le paysage caritatif national, pour favoriser le développement d’initiatives d’intérêt général, avec les termes suivants :
« Malgré leur grand mérite, les outils existant actuellement dans le droit français peuvent décourager certaines initiatives en raison d’un excès de rigidité. Ainsi, s’il n’est évidemment pas question de les remettre en cause, il apparaît que les fondations reconnues d’utilité publique sont encadrées par des règles très contraignantes. » Citation par l'Institut Diderot (Paris) dont Créneau JP et fils M (VM GODF).
Extrait de l'article 140 de la loi no 2008-776 du 4 août 2008 :
« Le fonds de dotation est une personne morale de droit privé à but non lucratif qui reçoit et gère, en les capitalisant, des biens et droits de toute nature qui lui sont apportés à titre gratuit et irrévocable et utilise les revenus de la capitalisation en vue de la réalisation d'une œuvre ou d'une mission d'intérêt général ou les redistribue pour assister une personne morale à but non lucratif dans l'accomplissement de ses œuvres et de ses missions d'intérêt général. »
Ce nouvel outil juridique a connu un certain succès puisqu'en mars 2010, il a été dénombré 169 fonds de dotation publiés au Journal Officiel.
Il existe, depuis 2019, une autre possibilité : le fonds de pérennité davantage axé sur la transmission, le soutien à une cause d'intérêt général étant une possibilité .

## Fonctionnement
Comparé à l’association et à la fondation reconnue d'utilité publique, la souplesse du fonds de dotation est caractérisée par les faits suivants :
- Le fonds de dotation peut être constitué par une seule personne physique ou morale ;
- L’absence de toute autorisation ou instruction administrative préalable permet, en pratique, de disposer d’une structure opérationnelle dans un délai d’environ un mois ;
- Les fondateurs disposent d’une grande liberté pour organiser, à leur convenance, la gouvernance du fonds de dotation. La seule obligation est de composer le Conseil d’administration de trois membres au moins, le fonds de dotation n’est soumis au sein de son Conseil, contrairement à la fondation RUP, ni à l’établissement de collèges d’administrateurs, ni à la représentation des ministères liés à son objet social ;
- La capacité juridique et financière est équivalente à celle de la fondation RUP ;
- Les libéralités consenties à un fonds de dotation ne répondent pas à l’exigence de conformité à son objet social et ne nécessitent pas l’accord préalable de l’autorité administrative de tutelle (contrairement à la fondation reconnue d'utilité publique) ;
- Le fonds de dotation a la capacité de recevoir des biens et droits de toute nature, et la possibilité de les exploiter commercialement dès lors que les profits sont exclusivement affectés au financement de son activité d’intérêt général.

Le fonds de dotation doit se doter d'un commissaire aux comptes pour une durée de 6 exercices comptables dès que ses ressources excèdent, au cours d'un exercice, plus de 10 000 euros.

## Avantages d'un fonds de dotation
Le fonds de dotation présente un certain nombre d'avantages, en regroupant le fonctionnement de structures associatives (simplicité de constitution - création par simple déclaration en Préfecture et pas d'autorisation administrative préalable - de fonctionnement) à ceux des fondations (stabilité et avantages fiscaux).
La création par toute personne physique ou morale, publique ou privée, avec ou sans dotation, pour une durée limitée ou illimitée présente une certaine flexibilité. De plus, la rédaction des statuts étant libre notamment en matière de gouvernance permet à cette structure de s'adapter aux particuliers ainsi qu'aux entreprises désireux de soutenir des missions d'intérêt général.
Les fonds de dotation disposent aussi des avantages des FRUP (fondations françaises reconnues d'utilité publique), sur le plan juridique (capacité à recevoir tout type de libéralité sans tutelle administrative, à posséder tout type de bien) et fiscal (sous conditions, exonération d'impôts commerciaux et de droits d'enregistrement sur les libéralités reçus).

### Encadrement
Les fonds publics ne peuvent être affectés en vertu d'une interdiction législative, à moins de bénéficier d'une dérogation sous conditions strictes, nécessitant l'obtention de deux arrêtés ministériels. L'utilisation du terme « fondation » est également interdite.
Les structures concernées ne sont pas éligibles au dispositif de réduction de l'ISF prévu par la loi TEPA, et l'exonération de l'impôt sur les sociétés (IS) n'est que partielle si la dotation, fixée à un minimum de 15 000 € depuis 2015, est consomptible.
La collecte de fonds est strictement réglementée, nécessitant une autorisation préalable de la Préfecture pour toute sollicitation de la générosité publique. Par ailleurs, les dons et legs doivent obligatoirement être affectés à la dotation, et en cas de dotation intangible, ces contributions ne constituent pas des ressources immédiatement disponibles.

## Faire un don
Don simple :
- 66 % du montant du don est déductible de l'impôt sur le revenu, dans la limite de 20 % du revenu imposable. L'excédent peut être reporté sur les cinq années suivantes.
- 75 % du montant du don est déductible de l'impôt de solidarité sur la fortune (IFI en 2017), dans la limite de 50 000 € (soit un don de 66 667 €)
- Ces déductions ne sont pas cumulables.

Pour les entreprises : 60 % du montant du don est déductible de l'impôt sur le revenu ou sur les sociétés pris dans la limite de 0,5 % du chiffre d'affaires. (Possibilité de report sur cinq ans)
La donation : souvent d'un montant supérieur au simple don. Ce qui la différencie, c'est sa force solennelle. Consignée par un notaire via un acte authentique, elle permet de sécuriser la transaction, notamment en garantissant le respect de la réserve héréditaire lors de la signature.
La donation temporaire d'usufruit : elle permet de donner, momentanément, les revenus d'un bien immobilier ou mobilier. L'avantage ? Pendant la période du dessaisissement, la valeur de votre bien sort de l'assiette de calcul de l'ISF.
Le don de titre : c'est une autre possibilité. En donnant, par exemple, des actions ou des obligations à la Fondation de France, le donateur obtient un reçu fiscal sur la valeur total donnée, valable au titre de l'impôt sur le revenu ou de l'ISF. De plus, ce don de titre exonère de l'impôt sur le revenu sur les plus-values latentes.
Les fonds de dotation « sont exonérés de droits de mutation à titre gratuit, [pour] les dons et legs consentis aux fonds de dotation qui répondent aux conditions fixées au g du 1 de l’article 200 du CGI » .
Le don transfrontalier est également possible, via Transnational Giving Europe and Friends of Fondation de France. Grâce à ce réseau unique, même si vous êtes fiscalement domicilié dans un pays européen du réseau ou aux États-Unis, vous pouvez soutenir la Fondation de France ou un projet d'intérêt général en France en bénéficiant des avantages fiscaux de votre pays de domiciliation.
- Seuls les titres de sociétés cotées et données en pleine propriété font l'objet d'une réduction au titre de l'ISF.

## Comparatif avec les autres structures
|                                    | Fondation reconnue d'utilité publique | Fonds de dotation                                                     | Association déclarée |
| ---------------------------------- | --- | --------------------------------------------------------------------- | --- |
| Personnalité juridique             | À compter de la publication au Journal officiel d’un décret pris en Conseil d’État | À compter de la publication au Journal officiel                       | À compter de la publication au Journal officiel                                                                                               |
| Délai de constitution              | De 6 à 24 mois | 1 mois à compter de la déclaration                                    | 1 mois entre la date de dépôt de la déclaration de création en préfecture et la date de publication au JO                                     |
| Contrôle de l'opportunité          | Par les ministères et le Conseil d’État | Non                                                                   | Non |
| Fondateurs : principes             | Une ou plusieurs personnes physiques ou morales, privées ou publiques affectant irrévocablement des biens à la fondation                                                                                              | Une ou plusieurs personnes physiques ou morales, privées ou publiques | Au moins deux personnes physiques ou morales, privées ou publiques                                                                            |
| Nouveaux fondateurs                | Dans la limite du nombre prévu pour le collège des fondateurs dans les statuts adoptés. | Selon les statuts adoptés par le ou les fondateurs                    | Selon les statuts adoptés par le ou les fondateurs                                                                                            |
| Retrait des fondateurs             | Non, sous peine de la perte de la RUP (envisageable pour les fondations à dotation fractionnée (recours à la caution bancaire en cas de défaillance)                                                                  | Oui, selon les statuts                                                | Oui, selon les statuts |
| Étrangers                          | Pas de restriction | Pas de restriction                                                    | Pas de restriction |
| Dénomination                       | L’utilisation du mot « fondation » est réservée aux fondations reconnues d’utilité publique + liberté dans le choix                                                                                                   | Liberté de choix                                                      | Liberté de choix |
| Statuts-types (imposés par la loi) | Non (mais en pratique, les statuts sont ceux proposés par le Conseil d’État, avec peu de marge de manœuvre) | Non                                                                   | Non (en pratique : statuts imposés par certaines fédérations et pour les associations qui sollicitent leur reconnaissance d’utilité publique) |
| Modification des statuts           | Par délibération du conseil d’administration ou du conseil de conseil de surveillance à l’unanimité. Approbation nécessaire par l’autorité de tutelle (arrêté du ministre de l’intérieur ou décret en Conseil d’État) | Selon les statuts                                                     | Selon les statuts (autorisation nécessaire de l’autorité de tutelle pour les associations reconnues d’utilité publique)                       |

## Législation applicable aux fonds de dotation
- Loi no 2008-776 du 4 août 2008 de modernisation de l'économie (dite « LME ») ;
- Décret no 2009-158 du 11 février 2009 relatif au fonds de dotation ;
- Circulaire du 19 mai 2009 portant sur l’organisation, le fonctionnement et le contrôle des fonds de dotation ;
- Instruction fiscale no 4 C-3-09 du 9 avril 2009 concernant le régime du mécénat pour les donateurs particuliers et les entreprises ;
- Instruction fiscale no 7 G-6-09 du 25 juin 2009 portant sur le régime d’exonération des droits de mutation à titre gratuit sur les dons et legs consentis à un fonds de dotation ;
- Ordonnance no 2009-104 du 30 janvier 2009 relative à la prévention de l'utilisation du système financier aux fins de blanchiment de capitaux et de financement du terrorisme.
- Circulaire du 22 janvier 2010 portant sur l'objet des fonds de dotation
- Circulaire du 13 décembre 2010 reprenant les recommandations du Comité stratégique des fonds de dotation

## Exemples de fonds de dotation
- Fonds de dotation Marc Ladreit de Lacharrière pour l'Abbaye romane de Lubilhac[11]
- La Nuit du Bien Commun co-fondée en 2017, par Pierre-Edouard Stérin, Stanislas Billot de Lochner et Thibault Farrenq.
- Fonds de dotation du Mémorial du Camp de Rivesaltes (créé en 2013)
- Greenpeace (le fonds de dotation a été créé en 2009)
- Fonds de dotation de l'association Théodora (des clowns pour les enfants hospitalisés)
- Fonds de dotation de l'École nationale de l'aviation civile[12]
- Institut Diderot (2009)
- Fondation Suez Environnement Eau pour tous[réf. nécessaire] (2010)
- Fonds de Dotation Sœur Marguerite
- Rotary International (créé en 2010)
- Fonds de dotation de l’ICOM (créé en 2013)
- Fonds de dotation YAO![13] (créé en 2014)
- Fonds Hélène et Édouard Leclerc pour la culture (2012)